# Maria Wallenstein
Maria do Bom Sucesso Furtado Taveira de Medeiros Franco Wallenstein (São Miguel, Ribeira Grande, 17 de Junho de 1927 — Lisboa, 15 de Janeiro de 2007), conhecida como Maria Wallenstein foi uma actriz de teatro, professora e tradutora dos Açores.

## Biografia
Nasceu a 17 de junho de 1927 na Ribeira Grande, em São Miguel, filha de António de Medeiros Franco e de sua mulher Maria do Carmo Furtado Taveira, trineta do 1.º Visconde de Faria e Maia, sobrinha-bisneta do 1.º Conde dos Fenais, trineta do 2.º Barão da Fonte Bela e tetraneta do 1.º Barão da Fonte Bela e de sua mulher a 1.ª Condessa da Fonte Bela.
Estudou no Colégio de São Francisco Xavier e, depois, no Liceu Antero de Quental, onde começou a representar. Com vinte anos, mudou-se para Lisboa, onde se licenciou em Filologia Românica na Faculdade de Letras de Lisboa. A sua tese de licenciatura teve como título O Teatro Popular em São Miguel.
Na faculdade conheceu Carlos Wallenstein, poeta e encenador com quem casou e teve quatro filhos; de entre eles, o actor José Wallenstein e o músico Pedro Wallenstein.
Traduziu textos de autores teatrais como Jean Cocteau (Les Parents Térribles), Samuel Beckett (Va-et-Vient), Eugène Ionesco (Le Nouveau Locataire) e Jean Tardieu (Conversation-Sinfonieta).
Entre 1997 e 2000 organizou e dirigiu a publicação de quatro volumes de obras de poesia, contos e teatro do seu marido, Carlos Wallenstein, desaparecido em 1990.
Faleceu aos 79 anos, vítima de cancro.